# Chiến dịch miền Đông Ukraina
Chiến dịch miền Đông Ukraina (Eastern Ukraine campaign) là hướng giao tranh trong chiến dịch Nga xâm lược Ukraina năm 2022 và việc Ukraina phòng ngự chắc chắn và giáng trả các đợt tấn công của quân đội Nga. Chiến cuộc diễn ra tại miền Đông Ukraina gồm các tỉnh Donetsk (Đô-nhét), Luhansk (Lu-gan) và Kharkiv (Khắc-cốp) là địa điểm của mặt trận trong Nga xâm lược Ukraina đang diễn ra. Mặt trận miền Đông là một chiến cuộc chính của lực lượng quân Nga khi phát động chiến dịch quân sự đặc biệt nhằm chiếm lấy vùng Donbas có vị trí địa chiến lược, giàu tài nguyên. Ukraina đã có sự đương cự quyết liệt với quân Nga do đã dày công chuẩn bị thế trận phòng thủ kỹ càng với các tuyết phòng thủ vững chắc, liên hoàn với nhau nhằm củng cố trận địa. Quân Nga tổ chức các trận đánh trọng điểm, đánh chậm, tiến chắc hòng nhổ đi các cụm cứ điểm, ổ đề kháng của Ukraina tại đây bất chấp tổn thất về quân số và phương tiện, từ đó tạo nên chiến trường miền Đông khốc liệt, đẫm máu và giằng co quyết liệt. 

## Tổng quan
Trận chiến Donbas là một đợt tấn công lớn ở mặt trận phía đông diễn ra vào giữa năm 2022 là trọng tâm trong chiến dịch này suốt năm 2022. Đến đỉnh điểm của cuộc tấn công vào tháng 7 năm 2022, lực lượng Nga và các đồng minh ly khai của Nga đã chiếm được các thành phố Sievierodonetsk (Si-vơ-rô-đô-nhét), Lysychansk (Ly-sy-chan), Rubizhne (Ru-bi-zin) và Izium. Tuy nhiên, vào đầu tháng 9 năm 2022, Ukraina đã đã phát động một cuộc phản công lớn ở phía Đông và đã chiếm lại các thành phố chiến lực gồm Izium, Balakliia, Kupiansk (Ku-pi-an), Sviatohirsk và thành phố chiến lược Lyman. Cuộc phản công bị đình trệ ở phía đông sông Oskil và hiện chiến dịch Luhansk là một chiến dịch ở phía đông tỉnh Kharkiv và phía tây tỉnh Luhansk do Nga gấp rút tổ chức để kiềm chế đà tiến của Ukraina vẫn tiếp tục kể từ thời điểm diễn ra.
Vào mùa đông năm 2022-2023, sau khi thành công trong trận Soledar để chiếm lấy mỏ muối Soledar và thắng tiếp trận Popasna, từ hướng Popasna lực lượng Nga tập trung đánh chiếm thành phố Bakhmut, phá hủy phần lớn thành phố trong trận Bakhmut ác liệt, một trong những trận chiến đẫm máu nhất. Nga tuyên bố đã chiếm được hoàn toàn Bakhmut vào tháng 5 năm 2023, bất chấp các cuộc phản công của Ukraina vẫn diễn ra ở ngoại ô thành phố Bakhmut. Vào tháng 6 năm 2023, Ukraine phát động một cuộc phản công quy mô lớn trên toàn bộ tiền tuyến, chiếm giữ các vị trí của Nga dọc theo ngoại ô Bakhmut và ở phía tây nam tỉnh Donetsk. Tuy nhiên, đến tháng 11 năm 2023, cuộc phản công phần lớn đã bị đình trệ ở phía đông và Nga bắt đầu phản công để chiếm lại lãnh thổ, giành quyền kiểm soát Avdiivka (Áp-đíp-ka) sau trận trận Avdiivka (2022–2024) khốc liệt và thị trấn Marinka sau trận Marinka (2022-2023) ở chiến trường tỉnh Donetsk trước tháng 2 năm 2024.. Năm 2024, quân Nga đạt được thêm một số diện tích lãnh thổ sau khi mở các trận Ocheretyne, trận Krasnohorivka, trận Chasiv Yar, trận Pokrovsk, trận Toretsk, trận Kurakhove, trận Velyka Novosilka nhưng phải trả giá bằng thiệt hại nặng nề.   

## Năm 2024

### Chiến cuộc

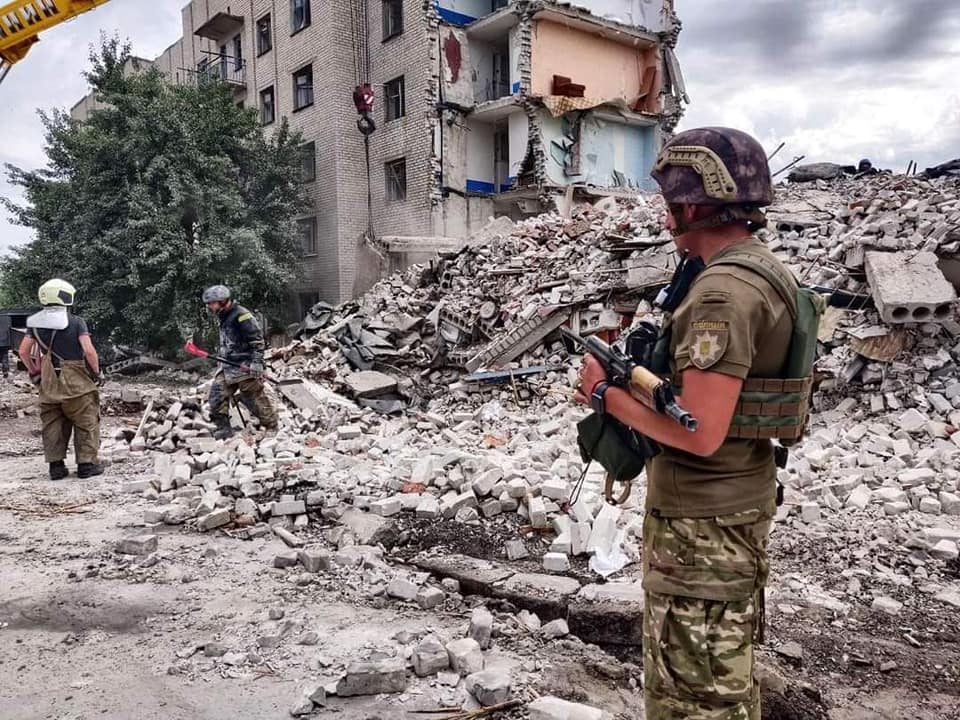
Một vụ tấn công ở Chasiv Yar năm 2022

Cuộc tấn công của quân Nga trên mặt trận Bakhmut tiếp tục kéo dài đến tháng 1 năm 2024, họ từ từ đẩy áp lực về phía tây theo hướng Chasiv Yar (Cha-síp-ya) với các cuộc đụng độ đang diễn ra xoay quanh Bohdanivka (Bô-đa-níp-ka) cũng như dọc theo trục Ivanivske (I-va-nép-skê)-Andriivka (An-Đri-íp-ka)-Klishchiivka (Klít-chíp-ka). Tướng Oleksandr Syrskyi cho biết lực lượng Nga sử dụng máy bay không người lái cảm tử kamikaze và tác chiến điện tử cùng với các nhóm tấn công được pháo binh hỗ trợ để xuyên thủng hệ thống phòng thủ của Ukraina trên mặt trận Bakhmut.
Vào ngày 20 tháng 1 năm 2024, người phát ngôn Ukrainea là Đại tá Oleksandr Shtupun tuyên bố rằng Nga đang tập trung các hoạt động tấn công ở Donetsk (Đô-nhét) vào Avdiivka và Novomykhailivka (Nô-vô-my-kha-líp-ka), đồng thời ông cho biết thêm rằng các cuộc tấn công mặt đất của Nga chủ yếu đựa vào bộ binh với lực lượng rất đông đảo nhưng xe bọc thép hỗ trợ thì hạn chế. Theo Oleksandr Shtupun, lực lượng Nga đã tiến hành 592 cuộc tấn công bằng pháo binh và tiến hành 3 cuộc tấn công tên lửa vào mặt trận Donetsk trong 24 giờ qua trong ngày 20 tháng 1 năm 2024. Vào cuối tháng 1 đến đầu tháng 2 năm 2024, các lực lượng Nga đã chọc thủng tuyến phòng thủ của Ukraina ở Avdiivka và bắt đầu đánh sườn và bao vây quân của Lữ đoàn cơ giới 110, khiến Ukraina phải rút lui và dẫn đến việc quân Nga chiếm giữ thành phố kiên cố này.
Quân Nga tiếp tục đà tiến về phía tây Avdiivka và được cho là đã chiếm được Lastochkyne (Lát-tốc-ki-nê), Stepove (Stép-pô-vê) và Sieverne (Si-vê-nê) vào cùng ngày 27 tháng 2 năm 2024. Các cuộc đụng độ cũng tiếp tục xảy ra ở Novomykhailivka (Nô-vô-mi-kha-líp-ka) với việc Nga tuyên bố đã chiếm được Pobieda (Pô-pi-ê-đa) vào ngày 22 tháng 2 năm 2024 đe dọa thêm mạn sườn phía bắc của Novomykhailivka và mở rộng ranh giới vùng đệm phía nam Marinka. Đồng thời với các hoạt động tấn công trên trục Avdiivka và Marinka, lực lượng Nga vẫn đang tập trung nỗ lực vào hướng Bohdanivka-Chasiv Yar dọc theo đường cao tốc O0506 và đi qua Bohdanivka (Bô-đa-níp-ka), phía bắc và đông bắc Ivanivske (I-van-nép-xkê) và xung quanh Klishchiivka (Klít-chít-ka) để vượt qua các cao điểm phía bắc và tây bắc về khu định cư, nguồn tin này được nhà quan sát quân sự Ukraina Kostyantyn Mashovets báo cáo.
Vào ngày 21 và ngày 23 tháng 2 năm 2024, các nguồn tin của Nga cho biết quân đội Nga, bao gồm các đơn vị của Sư đoàn Dù cận vệ số 98 đã tiến vào vùng ngoại ô phía đông của Ivanivske và dần tiến tới con phố Sadova trong bối cảnh các cuộc đụng độ gay gắt kịch liệt. Đến ngày 3 tháng 3 năm 2024, quân Nga đã tiến tới trung tâm Ivanivske (I-van-nép-xkê) trong bối cảnh giao tranh ác liệt. Nhóm tác chiến chiến lược Tavria của Ukraina cho biết quân phòng thủ Ukraina đang tìm cách khẩn trương xây dựng hệ thống công sự, thành lũy, boongke, chiến hào và mương chống tăng biệt ngay khi cuộc giao tranh. Vào ngày 12 tháng 3 năm 2024, Bộ Quốc phòng Nga tuyên bố đã chiếm được làng Nevelske (Ne-ven-skê), một ngôi làng nằm ở sườn phía nam của Pervomaiske (Pơ-vô-mai-skê) và cách chưa đầy 15 km (9,3 dặm) về phía bắc của đô thị Krasnohorivka (Krát-nô-hô-ríp-ka), cả hai khu định cư tương ứng cũng bị quân Nga tấn công. Vào ngày 23 tháng 3 năm 2024, Bộ Quốc phòng Nga tuyên bố Nga đã chiếm được làng Ivanivske và tiếp tục tiến tới Chasiv Yar.
Theo Viện Nghiên cứu Chiến tranh ISW thì trong năm 2024, quân đội Nga chỉ giành được một diện tích lãnh thổ khá hạn chế ở Ukraina trong khi phải trả cái giá rất đắt. Các nhà phân tích tại ISW tiết lộ, quân đội Nga đã mất hơn 420.000 binh sĩ ở Ukraina và khu vực Kursk vào năm 2024. Trong khi đó, họ chỉ giành được 4.168km2 lãnh thổ, chủ yếu bao gồm các cánh đồng và khu định cư nhỏ lẻ. Theo Viện Nghiên cứu Chiến tranh, vào năm 2024, quân đội Nga mất trung bình 102 người cho mỗi km2 lãnh thổ giành được. Họ đã đạt những bước tiến lớn nhất trong khoảng thời gian từ tháng 9 đến tháng 11 năm 2024, chiếm 56,5% tổng diện tích lãnh thổ giành được, nhưng ước tính đã tổn thất 125.800 quân. Bộ tư lệnh quân đội Nga đã chịu tổn thất kỷ lục về nhân sự từ tháng 9 đến tháng 11 năm 2024 mà vẫn chưa rõ liệu họ có tiếp tục chịu đựng những tổn thất như vậy hay không nếu tốc độ tiến quân chậm lại, vì lực lượng Nga tiếp tục tiến vào các khu định cư được bảo vệ tốt hơn, chẳng hạn như Pokrovsk. Vào tháng 12 năm 2024, bước tiến của Nga chậm lại. Dữ liệu định vị địa lý cho thấy họ chỉ giành được 593km2, tức là 18,1km2 mỗi ngày và tổn thất hàng ngày của lực lượng Nga vẫn ở mức cao, với trung bình 1.585 người mỗi ngày là mức cao thứ tư trong lịch sử của Nga. 

### Các hướng tiến
- Ở hướng Avdiivka: Sau những trận kịch chiến ở cứ điểm Avdiivka kéo dài từ năm 2022, cuối cùng, sau khi phải chấp nhận hứng chịu thương vong nặng nề, vào ngày 17 tháng 2 năm 2024, cờ Nga đã cắm khắp thị trấn, bao gồm cả trên một trong các tòa nhà của Nhà máy than cốc Avdiivka, các tòa nhà hành chính và Cung Văn hóa[38][39]. Bộ Quốc phòng Nga tuyên bố rằng lực lượng Nga đã chiếm được khoảng 32 kilômét vuông (12 dặm vuông) lãnh thổ trong trận chiến này.[40]. Chiến thắng ở Avdiivka được xem là quan trọng đối quân Nga.
- Ở hướng Ocheretyne: Sau khi công hạ cứ điểm Avdiivka, quân Nga đã nhanh chóng phát triển và tổ chức đánh chớp nhoáng vào khu định cư Ocheretyne với kiểu tác chiến "nở hoa trong lòng địch". Kết thúc trận Ocheretyne chóng vánh, quân Nga đã đột phá tuyến phòng thủ Ukraina ở Ocheretyne và bung ra để chiếm khoảng diện tích 80%-100% của Novokalynove và Keramik đã bị Nga chiếm giữ[41][42][43][44]. Theo DeepStateMap.Live thì việc chiếm giữ Ocheretyne là cuộc xâm nhập vào lãnh thổ Ukraina nhanh nhất của lực lượng Nga trong nhiều tháng[45].
- Ở hướng Krasnohorivka: Sau khi thắng trận Marinka và trận Avdiivka làm Ukraina lần lượt thất thủ các cứ điểm trọng yếu[46][47] thì Quân Nga khẩn trương tiến đánh Krasnohorivka từ ngày 8 tháng 4 và diễn ra cho 9 tháng 9 năm 2024 với kết quả là quân đội Nga dã kiểm soát gần khu định cư này. Vào ngày 6 tháng 9 năm 2024, các bằng chứng cho thấy quân Nga tiến qua phần ngoại ô phía bắc Krasnohorivka.[48] Không lâu sau Nga tiến về phía tây bắc Krasnohorivka vào ngày 9 tháng 9 năm 2024 để chiếm toàn bộ khu định cư[49].
- Ở hướng Pokrovsk: Sau khi Nga nhổ được cái gai Avdiivka, lực lượng của Nga đã tiến đáng kể về phía bắc và tây bắc[50][51][52]. Quân đội Nga đánh liều đến Pokrovsk vào ngày ngày 19 tháng 7 năm 2024, trong cuộc tiến công lớn đầu tiên của họ trực tiếp về phía thành phố Pokrovsk[53]. Giao tranh tiếp diễn theo hướng Pokrovsk, với sự gia tăng về bước tiến của quân Nga tại khu vực, khiến cho đây là hướng có hoạt động quân sự nhiều nhất trên mặt trận khi mà Nga đang tiến hành chiến dịch trên hướng này[54][55]. Đến ngày 12 tháng 12 năm 2024, lực lượng Nga đã tiến vào phạm vi 3 km đến ranh giới phía nam của thành phố Pokrovsk, sau những bước tiến nhanh chóng ở Shevchenko[56][57]. Vào ngày 15 tháng 12 năm 2024, các nguồn tin ủng hộ Ukraina xác nhận rằng Shevchenko đã bị lực lượng Nga chiếm giữ[58].
- Ở hướng Chasiv Yar: Sau trận Bakhmut, quân Nga thẳng tiến tới Chasiv Yar nhưng phải ì ạch vượt qua các cứ điểm phòng ngự đề kháng được Ukraina dày công bố trí. Bắt đầu khai chiến từ ngày 27 tháng 2 năm 2024 nhưng phải đến tháng 10 năm 2024, Lực lượng Nga vượt kênh đào Siverskyi Donets–Donbas và trận chiến bên trong thành phố. DeepStateMap.Live cũng chỉ ra rằng lực lượng Nga hoạt động về hướng tây kênh đào, và đã tiến vào Tiểu khu Zhovetnevyi.[59][60][61]. Vào ngày 17 tháng 10 năm 2024, các cảnh quay xác nhận rằng quân đội Nga đã tiến theo hai hướng xa hơn về phía tây kênh đào ở phía đông Chasiv Yar và vào ranh giới hành chính phía đông nam của thành phố, tiến vào mỏ "Block-9"[62]. Lực lượng Nga đã tiến xa hơn về phía đông Stupochky vào đầu tháng 11 năm 2024[63] Đến ngày 15 tháng 11 năm 2024, quân đội Nga đã tiến đến trung tâm Chasiv Yar[64] nhưng đã bị quân Ukraina chặn lại.
- Ở hướng Toretsk: Quân Nga phát động trận Toretsk từ ngày 18 tháng 6 năm 2024 tới nay, chiến dịch ở Toretsk còn nhằm mục đích tấn công tạt sườn Chasiv Yar từ phía nam của khu định cư này. Ngày 15 tháng 7 năm 2024, Nazar Voloshyn tuyên bố rằng lực lượng Nga đã hứng chịu thương vong là 635 nhân sự thiệt mạng cùng với 855 bị thương và 12 bị bắt giữ chỉ trong 1 tuần chiến đầu trên Trục Toretsk[65]. Ngày 16 tháng 7 năm 2024, Nazar Voloshyn tuyên bố quân Nga đã hứng chịu thêm 225 thương vong nữa với 75 nhân sự trong số đó thiệt mạng, 147 bị thương và 5 bị bắt[65]. Giao tranh trong và ngoài thành phố tiếp diễn suốt tháng 9 và đầu tháng 10, với quân Nga đạt các bước tiến nhỏ[66][67][68][69]. Vào khoảng ngày 8 tháng 10 năm 2024, quân Nga tiến quân bên trong thành phố, dọc hai con đường Peremohy và Konstytutsyi ở phía đông Toretsk.[70]. Vào ngày 11 tháng 10 năm 2024, Quân đội Nga đã kiểm soát một nửa thành phố[71][72], quân Nga đang cố gắng chiếm thành phố một cách nhanh nhất[73][72].
- Ở hướng Kurakhove: Quân Nga mở trận Kurakhove để tranh giành quyền kiểm soát thành phố Kurakhove[74][75][76] là một trung tâm kinh tế quan trọng trong khu vực. Trận chiến giành giật thành phố bắt đầu vào ngày 16 tháng 10 năm 2024[77][78][79]. Nhà quan sát quân sự Kostiantyn Mashovets cho biết vào tháng 11 năm 2024 rằng có tới 70.000 binh lính Nga đã tập trung theo hướng Kurakhove. Tuy nhiên, Nazar Voloshin, người phát ngôn của Nhóm lực lượng Khortytsia thì cho biết vào cuối tháng 12 năm 2024 rằng có từ 35.000–36.000 quân đã tập trung xung quanh Kurakhove trong những tháng trước đó[80][81]. Đến ngày cuối năm 2024 (ngày 31 tháng 12 năm 2024), các thông tin cho rằng Lực lượng Nga có khả năng chiếm được thành phố[82]. Theo nguồn tin phía Nga thì vào ngày 31 tháng 12 năm 2024, Lực lượng vũ trang Nga đã chiếm hoàn toàn thành phố và đã chiếm lấy khu công nghiệp[83].
- Ở hướng Velyka Novosilka: Sau khi Nga chiếm được thị trấn Vuhledar trong trận Vuhledar vào ngày 01 tháng 10 năm 2024, lực lượng Nga bắt đầu tiến quân về phía cứ điểm Velyka Novosilka, nằm cách khoảng 30 km về phía tây[84] để đánh thốc và dần áp sát cứ điểm này. Vào đầu tháng 11 năm 2024, quân đội Nga bắt đầu các hoạt động tấn công ở phía tây Velyka Novosilka xung quanh biên giới Zaporizhzhia–Donetsk, chiếm lại khu định cư Rivnopil vào ngày 13 tháng 11 năm 2024[85][86][87]. Sau khi bị chậm lại và chịu nhiều thương vong, quân đội Nga tiếp tục đánh. Vào ngày 23 tháng 12 năm 2024, các cảnh quay được công bố cho thấy cứ điểm Makarivka đã nằm dưới sự kiểm soát của Nga[88] trong khi Nga cũng tuyên bố đã chiếm được làng Storozheve[89]. Ngày hôm sau (ngày 24 tháng 12 năm 2024), đoạn phim được công bố cho thấy quân đội Nga kéo cờ của họ lên phía bắc Storozheve, xác nhận việc chiếm được ngôi làng này[88].

## Năm 2025
Năm 2025, Chiến dịch miền Đông Ukraina vẫn đang diễn ra với cường độ cao dần, và là trọng tâm của cuộc xung đột giữa Nga và Ukraina. Lực lượng Nga đã đạt được những bước tiến đáng kể, đặc biệt là ở khu vực Donetsk, nhưng nhìn chung Nga vẫn rơi vào tình thế tiến chậm, tổn thất lớn. Theo tờ Kyiv Independent thì Tổng thống Mỹ Donald Trump vào ngày 1 tháng 8 năm 2025 đã đưa ra tuyên bố về tổn thất của Nga trong chiến dịch quân sự đặc biệt kể từ đầu năm 2025: "Tôi vừa được thông báo riêng rằng Nga đã mất gần 20.000 binh sĩ trong tháng này. Tính từ đầu năm, số binh sĩ Nga thiệt mạng là 112.500 người, đây là những tổn thất không cần thiết trong một cuộc xung đột vô nghĩa", trong khi đó, theo ông Trump thì tổn thất của Ukraina kể từ đầu năm 2025 là 8.000 binh lính, chưa bao gồm những trường hợp mất tích, điều này dẫn đến sự tương quan chênh lệch Moscow đã tổn thất số binh lính gấp 14 lần Kiev kể từ đầu năm 2025. Các tin tức tập trung vào diễn biến tại Pokrovsk và sự leo thang căng thẳng ở đây đã xuất hiện với tần suất cao hơn từ tháng 8 năm 2025. 
- Ở hướng Velyka Novosilka: Sang đến đầu năm 2025, mở màn bằng việc lực lượng của Nga bất chấp tổn thất đã bao vây và tiến chiếm được cứ điểm này, kết thúc trận Velyka Novosilka trong tháng  1 năm 2025[92][93]. Đây được coi là một chiến thắng chiến lược quan trọng của Nga tại Donetsk, sau nhiều tháng giao tranh ác liệt. Lực lượng Nga đã siết chặt vòng vây và tiến sâu vào thành phố, buộc quân đội Ukraine phải rút lui. Việc để mất Velyka Novosilka là một tổn thất đáng kể đối với Ukraina, vì thành phố này là một trung tâm hậu cần và phòng thủ quan trọng ở phía nam tỉnh Donetsk.
- Ở hướng Toresk: Đến ngày 29 tháng 1 năm 2025, các cảnh quay định vị địa lý đã xác nhận Nga kiểm soát 88% thành phố Toretsk[94]. Vào ngày 7 và 8 tháng 2 năm 2025, Bộ Quốc phòng Nga tuyên bố đã giành được quyền kiểm soát hoàn toàn Toretsk, một thành phố khai thác than quan trọng sau khi đã kết thúc trận Toretsk. Tuy nhiên, các báo cáo từ phía Ukraina và các kênh phân tích độc lập cho biết giao tranh vẫn tiếp diễn, với việc quân đội Ukraine tiến hành các cuộc phản công để ngăn chặn bước tiến của Nga, giao tranh vẫn tiếp tục diễn ra tại các khu vực lân cận và trên các tuyến phòng thủ của Ukraina.
- Ở hướng Chasiv Yar: Vào đầu năm 2025 ghi nhận Lực lượng Nga chiếm được hầu hết thành phố[95]. Vào đầu tháng 1 năm 2025, quân đội Ukraina đã giành lại một số vùng đất ở phía đông nam Chasiv Yar dọc theo kênh đào Siverskyi Donets – Donbas[96]. Vào giữa tháng 1 năm 2025, Ukrainska Pravda đã xác nhận việc Nga chiếm được nhà máy, khi lực lượng Ukraine tiến hành một cuộc không kích vào khu phức hợp. Nhà máy đóng vai trò là một công sự đáng tin cậy ở phía bắc thành phố[97]. The Moscow Times đưa tin vào ngày 29 tháng 1, trích dẫn năm nguồn tin quân sự châu Âu và Ukraina, rằng sau trận Chasiv Yar thì cứ điểm này đã nằm dưới sự kiểm soát của Nga, với lực lượng Ukraina bị đẩy ra ngoại ô thành phố[98]. Theo chỉ huy, chuyên gia quân sự và sử gia Markus Reisner, tính đến đầu tháng 2 năm 2025, có tới 90% diện tích Chasiv Yar đã bị quân đội Nga chiếm đóng[95]. Theo thông tin từ Bộ Quốc phòng Nga, Chasiv Yar đã được tuyên bố kiểm soát vào ngày 31 tháng 7 năm 2025, sau nhiều tháng giao tranh ác liệt trong trận Chasiv Yar và khẳng định việc chiếm được thành phố này là một thắng lợi chiến lược quan trọng, tuy vậy, phản ứng lại tuyên bố của Nga, quân đội Ukraina đã lên tiếng bác bỏ.
- Ở hướng Pokrovsk: Sang đến tháng 1 năm 2025, vào ngày 13 tháng 1 năm 2025, Reuters đã đưa tin, trích dẫn các nguồn tin trong ngành không nêu tên, rằng mỏ than Pokrovs'ke đã dừng sản xuất do tuyến đầu đang đến gần. Mỏ này là cơ sở sản xuất than cốc do Ukraine kiểm soát duy nhất, nơi đã sản xuất 3,5 triệu tấn than cốc vào năm 2023[99]. Cùng ngày, các cảnh quay định vị địa lý cho thấy quân đội Nga đã chiếm được làng Pishchane (Піщане) ở phía nam Pokrovsk, và cắt đứt hai xa lộ dẫn về phía đông (đến Kostiantynivka) và phía tây (đến Mezhova) ra khỏi Pokrovsk[100]. Những tin tức về diễn biến trận Pokrovsk cho thấy Nga đã mở "Chiến dịch bạch tuộc" khi cho từng toán Biệt kích Nga (tức các nhóm DRG trinh sát phá hoại từ thành phần của lực lượng Spetsnaz GRU với tác phong hành sự như các toán biệt kích Lôi Hổ) xâm nhập vào trung tâm thành phố. Hiện quân Ukraina đang nỗ lực truy quét và đẩy lùi các toán biệt kích này.
- Ở hướng Dobropillia: Ngày 11 tháng 8 năm 2025, quân Nga bất ngờ mở trận Dobropillia. Ngày 12 tháng 8 năm 2025, trang DeepState đăng tải một số bản đồ dựa trên dữ liệu nguồn mở cho thấy các đơn vị Nga đã tiến thêm ít nhất 10km theo 2 hướng ở khu vực gần thị trấn Dobropillia và các vùng lân cận, trong mục tiêu kiểm soát toàn bộ vùng Donetsk. Các đơn vị Nga đang tiến lên ở 3 ngôi làng, gần 2 thị trấn Kostyantynivka và Pokrovsk. Quân đội Nga đang tìm cách bao vây khu vực này[101]. Các nhà phân tích cho biết Nga đã kiểm soát được ít nhất 9 khu định cư gần thành phố Dobropillia, cách Pokrovsk khoảng 22 km về phía bắc và đang tiến lên từ 3 hướng, bắc, đông và nam nhằm kéo dãn hàng phòng ngự của Ukraina[102]. Về mặt ngoại giao, các nhà phân tích lưu ý rằng cuộc tấn công này có thể được phát động thực chất để đưa Nga vào vị thế tốt hơn trong các cuộc đàm phán hòa bình tại Hội nghị thượng đỉnh Nga – Mỹ năm 2025[103][104]. Tổng thống Volodymyr Zelensky nhấn mạnh các đơn vị biệt kích Nga không có thiết bị quân sự hạng nặng hay phương tiện hỗ trợ, khẳng định các đơn vị đối phương sẽ sớm bị đánh bại[105].